# Charytologia
Charytologia (charis łaska, logos słowo) – nauka o Bożej łasce, jedna z dziedzin teologii dogmatycznej.